# 尤利娅·施蒂尔利
尤利娅·施蒂尔利（德語：Julia Stierli；1997年4月3日—），瑞士女子足球运动员，司职后卫，目前效力于苏黎世足球俱乐部和瑞士国家女子足球队。她曾代表瑞士参加2022年欧洲女子足球锦标赛和2023年国际足联女子世界杯等多场国际赛事。